# Aegiochus tumida
Aegiochus tumida là một loài chân đều trong họ Aegidae. Loài này được Nunomura miêu tả khoa học năm 1988.